# NGC 1660
NGC 1660 je galaksija u zviježđu Dlijetu.

## Vanjske poveznice
- SEDS: NGC 1660